# Потеміно
Поте́міно (рос. Потемино) — присілок у складі Підосиновського району Кіровської області, Росія. Входить до складу Підосиновського міського поселення.
Населення становить 13 осіб (2010, 15 у 2002).
Національний склад станом на 2002 рік — росіяни 100 %.